# Ėl'dikan
Ėl'dikan (in lingua russa Эльдикан, talvolta anche El'dikan o Eldikan) è un insediamento di tipo urbano situato nel distretto di Ust'-Maja, nella Repubblica Autonoma della Sacha-Jakuzia, in Russia, sulla sponda destra del fiume Aldan, alla confluenza del fiume Džjunekjan, 64 chilometri a nord est dalla città di Ust' Maja, il centro amministrativo del distretto.
La città è stata costruita nel 1941 come porto fluviale sul fiume Aldan; nel 1948 ricevette lo status di villaggio urbano. La città ha avuto un lieve calo demografico negli ultimi anni: nel 2002 contava 2 199 abitanti, mentre nel 1989 contava 2 963 abitanti.